# Saladonus
Saladonus is een geslacht van hooiwagens uit de familie Gonyleptidae.
De wetenschappelijke naam Saladonus is voor het eerst geldig gepubliceerd door Roewer in 1927. 

## Soorten
Saladonus is monotypisch en omvat slechts de volgende soort:
- Saladonus singularis